# Howard, Kansas
Howard är administrativ huvudort i Elk County i Kansas. Orten har fått sitt namn efter militären Oliver Otis Howard. Enligt 2020 års folkräkning hade Howard 687 invånare.